# Hopman Cup 2019
Hopman Cup XXXI là lần thứ 31 và lần cuối cùng của giải Hopman Cup giữa các tay vợt nam và nữ quốc gia diễn ra tại Perth Arena ở Perth, Úc.
Vào ngày 26 tháng 6 năm 2018, đội đương kim vô địch Thụy Sĩ của Roger Federer và Belinda Bencic và đội á quân 2018 Đức của Alexander Zverev và Angelique Kerber thông báo là những đội đầu tiên tham dự giải đấu năm 2019. Vào ngày 15 tháng 8 năm 2018, các đội Hy Lạp và Tây Ban Nha thông báo tham dự giải đấu.
Đây là lần đầu tiên trong lịch sử, Roger Federer và Serena Williams đối đầu với nhau trong một sự kiện. Federer sau đó thắng với Bencic trong trận đấu đôi nam nữ. Trận đấu này cũng có kỷ lục về số khác giả trên sân Perth Arena là 14,064, đây là trận đấu quần vợt có số khán giả nhiều nhất trong lịch sử Tây Úc.
Thụy Sĩ bảo vệ thành công danh hiệu, đánh bại Đức trong trận chung kết. Đây là danh hiệu Hopman Cup thứ ba của Federer, nhiều nhất trong tất cả các tay vợt, nam hoặc nữ.

## Các tay vợt tham dự

### Hạt giống
Lễ bốc thăm diễn ra vào ngày 3 tháng 10 năm 2018 và có 8 đội chia thành 2 bảng, các hạt giống dựa trên xếp hạng dưới đây:
| Hạt giống                                                                                 | Đội         | Tay vợt nữ       | WTA1 | Tay vợt nam        | ATP1 | Tổng | Kết quả   |
| ----------------------------------------------------------------------------------------- | ----------- | ---------------- | ---- | ------------------ | ---- | ---- | --------- |
| 1                                                                                         | Đức         | Angelique Kerber | 2    | Alexander Zverev   | 5    | 7    | Á quân    |
| 2                                                                                         | Thụy Sĩ     | Belinda Bencic   | 41   | Roger Federer      | 2    | 43   | Vô địch   |
| 3                                                                                         | Pháp        | Alizé Cornet     | 39   | Lucas Pouille      | 19   | 58   | Vòng bảng |
| 4                                                                                         | Hoa Kỳ      | Serena Williams  | 17   | Frances Tiafoe     | 41   | 58   | Vòng bảng |
| 5                                                                                         | Hy Lạp      | Maria Sakkari    | 43   | Stefanos Tsitsipas | 15   | 58   | Vòng bảng |
| 6                                                                                         | Úc          | Ashleigh Barty   | 19   | Matthew Ebden      | 48   | 67   | Vòng bảng |
| 7                                                                                         | Tây Ban Nha | Garbiñe Muguruza | 15   | David Ferrer       | 147  | 162  | Vòng bảng |
| 8                                                                                         | Anh Quốc    | Katie Boulter    | 109  | Cameron Norrie     | 78   | 187  | Vòng bảng |
| 1 – Bảng xếp hạng ATP và WTA vào ngày 1 tháng 10 năm 2018 (muộn nhất trước ngày bốc thăm) |             |                  |      |                    |      |      |           |

### Thay thế
| Thay thế trong giải đấu (một trận đấu đôi) | Thay thế trong giải đấu (một trận đấu đôi) | Thay thế trong giải đấu (một trận đấu đôi) | Thay thế trong giải đấu (một trận đấu đôi) |
| Đội                                        | Tay vợt thay thế                           | Tay vợt ban đầu                            | Lý do                                      |
| ------------------------------------------ | ------------------------------------------ | ------------------------------------------ | ------------------------------------------ |
| Tây Ban Nha                                | Whitney Osuigwe                            | Garbiñe Muguruza                           | Chấn thương                                |

## Vòng bảng

### Bảng A

#### Xếp hạng
|   |             | Đức | Pháp | Úc  | Tây Ban Nha | RR W–L | Matches W–L | Sets W–L | Games W–L | Xếp hạng |
| - | ----------- | --- | ---- | --- | ----------- | ------ | ----------- | -------- | --------- | -------- |
| 1 | Đức         |     | 2–1  | 2–1 | 3–0         | 3–0    | 7–2         | 14–8     | 108–88    | 1        |
| 3 | Pháp        | 1–2 |      | 1–2 | 1–2         | 0–3    | 3–6         | 10–12    | 92–106    | 4        |
| 6 | Úc          | 1–2 | 2–1  |     | 2–1         | 2–1    | 5–4         | 10–10    | 91–88     | 2        |
| 7 | Tây Ban Nha | 0–3 | 2–1  | 1–2 |             | 1–2    | 3–6         | 9–13     | 94–103    | 3        |

Tất cả theo giờ địa phương (UTC+8).

#### Úc vs. Pháp
| · Úc · 2 | Perth Arena, Perth 29 tháng 12 năm 2018, 17:30 Cứng (i) | Perth Arena, Perth 29 tháng 12 năm 2018, 17:30 Cứng (i)     | · Pháp · 1 |      |     |  |
| \| \| \| \| 1 \| 2 \| 3 \| \| \| - \| \| ----------------------------------------------------------- \| ------- \| ---- \| --- \| \| \| 1 \| \| Ashleigh Barty Alizé Cornet \| 7 5 \| 6 3 \| \| \| \| 2 \| \| Matthew Ebden Lucas Pouille \| 3 6 \| 7 65 \| 6 2 \| \| \| 3 \| \| Ashleigh Barty / Matthew Ebden Alizé Cornet / Lucas Pouille \| 3.039 4 \| 2 4 \| \| \| |                                                         |                                                             |            |      |     |  |
| |                                                         |                                                             | 1          | 2    | 3   |  |
| 1 | Úc · Pháp                                               | Ashleigh Barty Alizé Cornet                                 | 7 5        | 6 3  |     |  |
| 2 | Úc · Pháp                                               | Matthew Ebden Lucas Pouille                                 | 3 6        | 7 65 | 6 2 |  |
| 3 | Úc · Pháp                                               | Ashleigh Barty / Matthew Ebden Alizé Cornet / Lucas Pouille | 3.039 4    | 2 4  |     |  |

#### Đức vs. Tây Ban Nha
| · Đức · 3 | Perth Arena, Perth 30 tháng 12 năm 2018, 10:00 Cứng (i) | Perth Arena, Perth 30 tháng 12 năm 2018, 10:00 Cứng (i)             | · Tây Ban Nha · 0 |         |      |  |
| \| \| \| \| 1 \| 2 \| 3 \| \| \| - \| \| ------------------------------------------------------------------- \| --- \| ------- \| ---- \| \| \| 1 \| \| Angelique Kerber Garbiñe Muguruza \| 6 2 \| 3 6 \| 6 3 \| \| \| 2 \| \| Alexander Zverev David Ferrer \| 6 4 \| 4 6 \| 7 60 \| \| \| 3 \| \| Angelique Kerber / Alexander Zverev Garbiñe Muguruza / David Ferrer \| 4 2 \| 4 3.029 \| \| \| |                                                         |                                                                     |                   |         |      |  |
| |                                                         |                                                                     | 1                 | 2       | 3    |  |
| 1 | Đức · Tây Ban Nha                                       | Angelique Kerber Garbiñe Muguruza                                   | 6 2               | 3 6     | 6 3  |  |
| 2 | Đức · Tây Ban Nha                                       | Alexander Zverev David Ferrer                                       | 6 4               | 4 6     | 7 60 |  |
| 3 | Đức · Tây Ban Nha                                       | Angelique Kerber / Alexander Zverev Garbiñe Muguruza / David Ferrer | 4 2               | 4 3.029 |      |  |

#### Pháp vs. Đức
| · Pháp · 1 | Perth Arena, Perth 2 tháng 1 năm 2019, 10:00 Cứng (i) | Perth Arena, Perth 2 tháng 1 năm 2019, 10:00 Cứng (i)            | · Đức · 2 |         |     |  |
| \| \| \| \| 1 \| 2 \| 3 \| \| \| - \| \| ---------------------------------------------------------------- \| ------- \| ------- \| --- \| \| \| 1 \| \| Alizé Cornet Angelique Kerber \| 7 5 \| 2 6 \| 4 6 \| \| \| 2 \| \| Lucas Pouille Alexander Zverev \| 3 6 \| 710 68 \| 2 6 \| \| \| 3 \| \| Alizé Cornet / Lucas Pouille Angelique Kerber / Alexander Zverev \| 4 3.039 \| 4 3.029 \| \| \| |                                                       |                                                                  |           |         |     |  |
| |                                                       |                                                                  | 1         | 2       | 3   |  |
| 1 | Pháp · Đức                                            | Alizé Cornet Angelique Kerber                                    | 7 5       | 2 6     | 4 6 |  |
| 2 | Pháp · Đức                                            | Lucas Pouille Alexander Zverev                                   | 3 6       | 710 68  | 2 6 |  |
| 3 | Pháp · Đức                                            | Alizé Cornet / Lucas Pouille Angelique Kerber / Alexander Zverev | 4 3.039   | 4 3.029 |     |  |

#### Úc vs. Tây Ban Nha
| · Úc · 2 | Perth Arena, Perth 2 tháng 1 năm 2019, 17:30 Cứng (i) | Perth Arena, Perth 2 tháng 1 năm 2019, 17:30 Cứng (i)          | · Tây Ban Nha · 1 |        |         |  |
| \| \| \| \| 1 \| 2 \| 3 \| \| \| - \| \| -------------------------------------------------------------- \| ------- \| ------ \| ------- \| \| \| 1 \| \| Ashleigh Barty Garbiñe Muguruza \| 6 3 \| 6 4 \| \| \| \| 2 \| \| Matthew Ebden David Ferrer \| 61 7 \| 5 7 \| \| \| \| 3 \| \| Ashleigh Barty / Matthew Ebden Garbiñe Muguruza / David Ferrer \| 3.029 4 \| 4 3.00 \| 4 3.029 \| \| |                                                       |                                                                |                   |        |         |  |
| |                                                       |                                                                | 1                 | 2      | 3       |  |
| 1 | Úc · Tây Ban Nha                                      | Ashleigh Barty Garbiñe Muguruza                                | 6 3               | 6 4    |         |  |
| 2 | Úc · Tây Ban Nha                                      | Matthew Ebden David Ferrer                                     | 61 7              | 5 7    |         |  |
| 3 | Úc · Tây Ban Nha                                      | Ashleigh Barty / Matthew Ebden Garbiñe Muguruza / David Ferrer | 3.029 4           | 4 3.00 | 4 3.029 |  |

#### Tây Ban Nha vs. Pháp
| · Tây Ban Nha · 2 | Perth Arena, Perth 4 tháng 1 năm 2019, 10:00 Cứng (i) | Perth Arena, Perth 4 tháng 1 năm 2019, 10:00 Cứng (i)       | · Pháp · 1 |      |      |  |
| \| \| \| \| 1 \| 2 \| 3 \| \| \| - \| \| ----------------------------------------------------------- \| --- \| ---- \| ---- \| \| \| 1 \| \| Garbiñe Muguruza Alizé Cornet \| 6 1 \| 6 3 \| \| \| \| 2 \| \| David Ferrer Lucas Pouille \| 6 4 \| 65 7 \| 7 62 \| \| \| 3 \| \| Whitney Osuigwe / David Ferrer Alizé Cornet / Lucas Pouille \| 2 4 \| 2 4 \| \| \| |                                                       |                                                             |            |      |      |  |
| |                                                       |                                                             | 1          | 2    | 3    |  |
| 1 | Tây Ban Nha · Pháp                                    | Garbiñe Muguruza Alizé Cornet                               | 6 1        | 6 3  |      |  |
| 2 | Tây Ban Nha · Pháp                                    | David Ferrer Lucas Pouille                                  | 6 4        | 65 7 | 7 62 |  |
| 3 | Tây Ban Nha · Pháp                                    | Whitney Osuigwe / David Ferrer Alizé Cornet / Lucas Pouille | 2 4        | 2 4  |      |  |

Tay vợt người Mỹ Whitney Osuigwe thi đấu thay Garbiñe Muguruza vì bị chấn thưong. Tỷ số được tính là 4–0, 4–0 cho đôi Pháp.

#### Úc vs. Đức
| · Úc · 1 | Perth Arena, Perth 4 tháng 1 năm 2019, 17:30 Cứng (i) | Perth Arena, Perth 4 tháng 1 năm 2019, 17:30 Cứng (i)              | · Đức · 2 |         |   |  |
| \| \| \| \| 1 \| 2 \| 3 \| \| \| - \| \| ------------------------------------------------------------------ \| --- \| ------- \| - \| \| \| 1 \| \| Ashleigh Barty Angelique Kerber \| 4 6 \| 4 6 \| \| \| \| 2 \| \| Matthew Ebden Alexander Zverev \| 4 6 \| 3 6 \| \| \| \| 3 \| \| Ashleigh Barty / Matthew Ebden Angelique Kerber / Alexander Zverev \| 4 0 \| 4 3.009 \| \| \| |                                                       |                                                                    |           |         |   |  |
| |                                                       |                                                                    | 1         | 2       | 3 |  |
| 1 | Úc · Đức                                              | Ashleigh Barty Angelique Kerber                                    | 4 6       | 4 6     |   |  |
| 2 | Úc · Đức                                              | Matthew Ebden Alexander Zverev                                     | 4 6       | 3 6     |   |  |
| 3 | Úc · Đức                                              | Ashleigh Barty / Matthew Ebden Angelique Kerber / Alexander Zverev | 4 0       | 4 3.009 |   |  |

### Bảng B

#### Xếp hạng
|   |          | Thụy Sĩ | Hy Lạp | Hoa Kỳ | Anh Quốc | RR W–L | Matches W–L | Sets W–L | Games W–L | Xếp hạng |
| - | -------- | ------- | ------ | ------ | -------- | ------ | ----------- | -------- | --------- | -------- |
| 2 | Thụy Sĩ  |         | 1−2    | 2−1    | 3–0      | 2–1    | 6–3         | 14–6     | 97–74     | 1        |
| 4 | Hoa Kỳ   | 1−2     | 1–2    |        | 1−2      | 0–3    | 3–6         | 9–13     | 86–99     | 4        |
| 5 | Hy Lạp   | 2−1     |        | 2–1    | 1–2      | 2–1    | 5–4         | 11–12    | 105−96    | 2        |
| 8 | Anh Quốc | 0–3     | 2–1    | 2−1    |          | 2–1    | 4–5         | 9–12     | 77–96     | 3        |

Tất cả theo giờ địa phương (UTC+8).

#### Anh Quốc vs. Hy Lạp
| · Anh Quốc · 2 | Perth Arena, Perth 29 tháng 12 năm 2018, 10:00 Cứng (i) | Perth Arena, Perth 29 tháng 12 năm 2018, 10:00 Cứng (i)           | · Hy Lạp · 1 |         |         |  |
| \| \| \| \| 1 \| 2 \| 3 \| \| \| - \| \| ----------------------------------------------------------------- \| ------ \| ------- \| ------- \| \| \| 1 \| \| Cameron Norrie Stefanos Tsitsipas \| 710 68 \| 6 4 \| \| \| \| 2 \| \| Katie Boulter Maria Sakkari \| 0 6 \| 6 4 \| 2 6 \| \| \| 3 \| \| Katie Boulter / Cameron Norrie Maria Sakkari / Stefanos Tsitsipas \| 4 3.00 \| 3.019 4 \| 4 3.039 \| \| |                                                         |                                                                   |              |         |         |  |
| |                                                         |                                                                   | 1            | 2       | 3       |  |
| 1 | Vương quốc Liên hiệp Anh và Bắc Ireland · Hy Lạp        | Cameron Norrie Stefanos Tsitsipas                                 | 710 68       | 6 4     |         |  |
| 2 | Vương quốc Liên hiệp Anh và Bắc Ireland · Hy Lạp        | Katie Boulter Maria Sakkari                                       | 0 6          | 6 4     | 2 6     |  |
| 3 | Vương quốc Liên hiệp Anh và Bắc Ireland · Hy Lạp        | Katie Boulter / Cameron Norrie Maria Sakkari / Stefanos Tsitsipas | 4 3.00       | 3.019 4 | 4 3.039 |  |

#### Anh Quốc vs. Thụy Sĩ
| · Anh Quốc · 0 | Perth Arena, Perth 30 tháng 12 năm 2018, 17:30 Cứng (i) | Perth Arena, Perth 30 tháng 12 năm 2018, 17:30 Cứng (i)       | · Thụy Sĩ · 3 |      |   |  |
| \| \| \| \| 1 \| 2 \| 3 \| \| \| - \| \| ------------------------------------------------------------- \| ------- \| ---- \| - \| \| \| 1 \| \| Cameron Norrie Roger Federer \| 1 6 \| 1 6 \| \| \| \| 2 \| \| Katie Boulter Belinda Bencic \| 2 6 \| 60 7 \| \| \| \| 3 \| \| Katie Boulter / Cameron Norrie Belinda Bencic / Roger Federer \| 3.039 4 \| 1 4 \| \| \| |                                                         |                                                               |               |      |   |  |
| |                                                         |                                                               | 1             | 2    | 3 |  |
| 1 | Vương quốc Liên hiệp Anh và Bắc Ireland · Thụy Sĩ       | Cameron Norrie Roger Federer                                  | 1 6           | 1 6  |   |  |
| 2 | Vương quốc Liên hiệp Anh và Bắc Ireland · Thụy Sĩ       | Katie Boulter Belinda Bencic                                  | 2 6           | 60 7 |   |  |
| 3 | Vương quốc Liên hiệp Anh và Bắc Ireland · Thụy Sĩ       | Katie Boulter / Cameron Norrie Belinda Bencic / Roger Federer | 3.039 4       | 1 4  |   |  |

#### Hoa Kỳ vs. Hy Lạp
| · Hoa Kỳ · 1 | Perth Arena, Perth 31 tháng 12 năm 2018, 10:00 Cứng (i) | Perth Arena, Perth 31 tháng 12 năm 2018, 10:00 Cứng (i)             | · Hy Lạp · 2 |      |     |  |
| \| \| \| \| 1 \| 2 \| 3 \| \| \| - \| \| ------------------------------------------------------------------- \| ---- \| ---- \| --- \| \| \| 1 \| \| Frances Tiafoe Stefanos Tsitsipas \| 3 6 \| 7 63 \| 3 6 \| \| \| 2 \| \| Serena Williams Maria Sakkari \| 7 63 \| 6 2 \| \| \| \| 3 \| \| Serena Williams / Frances Tiafoe Maria Sakkari / Stefanos Tsitsipas \| 1 4 \| 4 1 \| 2 4 \| \| |                                                         |                                                                     |              |      |     |  |
| |                                                         |                                                                     | 1            | 2    | 3   |  |
| 1 | Hoa Kỳ · Hy Lạp                                         | Frances Tiafoe Stefanos Tsitsipas                                   | 3 6          | 7 63 | 3 6 |  |
| 2 | Hoa Kỳ · Hy Lạp                                         | Serena Williams Maria Sakkari                                       | 7 63         | 6 2  |     |  |
| 3 | Hoa Kỳ · Hy Lạp                                         | Serena Williams / Frances Tiafoe Maria Sakkari / Stefanos Tsitsipas | 1 4          | 4 1  | 2 4 |  |

#### Hoa Kỳ vs. Thụy Sĩ
| · Hoa Kỳ · 1 | Perth Arena, Perth 1 tháng 1 năm 2019, 17:30 Cứng (i) | Perth Arena, Perth 1 tháng 1 năm 2019, 17:30 Cứng (i)           | · Thụy Sĩ · 2 |         |     |  |
| \| \| \| \| 1 \| 2 \| 3 \| \| \| - \| \| --------------------------------------------------------------- \| --- \| ------- \| --- \| \| \| 1 \| \| Frances Tiafoe Roger Federer \| 4 6 \| 1 6 \| \| \| \| 2 \| \| Serena Williams Belinda Bencic \| 4 6 \| 6 4 \| 6 3 \| \| \| 3 \| \| Serena Williams / Frances Tiafoe Belinda Bencic / Roger Federer \| 2 4 \| 3.029 4 \| \| \| |                                                       |                                                                 |               |         |     |  |
| |                                                       |                                                                 | 1             | 2       | 3   |  |
| 1 | Hoa Kỳ · Thụy Sĩ                                      | Frances Tiafoe Roger Federer                                    | 4 6           | 1 6     |     |  |
| 2 | Hoa Kỳ · Thụy Sĩ                                      | Serena Williams Belinda Bencic                                  | 4 6           | 6 4     | 6 3 |  |
| 3 | Hoa Kỳ · Thụy Sĩ                                      | Serena Williams / Frances Tiafoe Belinda Bencic / Roger Federer | 2 4           | 3.029 4 |     |  |

#### Anh Quốc vs. Hoa Kỳ
| · Anh Quốc · 2 | Perth Arena, Perth 3 tháng 1 năm 2019, 10:00 Cứng (i) | Perth Arena, Perth 3 tháng 1 năm 2019, 10:00 Cứng (i)           | · Hoa Kỳ · 1 |         |     |  |
| \| \| \| \| 1 \| 2 \| 3 \| \| \| - \| \| --------------------------------------------------------------- \| ------- \| ------- \| --- \| \| \| 1 \| \| Cameron Norrie Frances Tiafoe \| 7 64 \| 6 0 \| \| \| \| 2 \| \| Katie Boulter Serena Williams \| 1 6 \| 62 7 \| \| \| \| 3 \| \| Katie Boulter / Cameron Norrie Serena Williams / Frances Tiafoe \| 3.019 4 \| 4 3.039 \| 4 1 \| \| |                                                       |                                                                 |              |         |     |  |
| |                                                       |                                                                 | 1            | 2       | 3   |  |
| 1 | Vương quốc Liên hiệp Anh và Bắc Ireland · Hoa Kỳ      | Cameron Norrie Frances Tiafoe                                   | 7 64         | 6 0     |     |  |
| 2 | Vương quốc Liên hiệp Anh và Bắc Ireland · Hoa Kỳ      | Katie Boulter Serena Williams                                   | 1 6          | 62 7    |     |  |
| 3 | Vương quốc Liên hiệp Anh và Bắc Ireland · Hoa Kỳ      | Katie Boulter / Cameron Norrie Serena Williams / Frances Tiafoe | 3.019 4      | 4 3.039 | 4 1 |  |

#### Hy Lạp vs. Thụy Sĩ
| · Hy Lạp · 2 | Perth Arena, Perth 3 tháng 1 năm 2019, 17:30 Cứng (i) | Perth Arena, Perth 3 tháng 1 năm 2019, 17:30 Cứng (i)             | · Thụy Sĩ · 1 |      |         |  |
| \| \| \| \| 1 \| 2 \| 3 \| \| \| - \| \| ----------------------------------------------------------------- \| ------- \| ---- \| ------- \| \| \| 1 \| \| Stefanos Tsitsipas Roger Federer \| 65 7 \| 64 7 \| \| \| \| 2 \| \| Maria Sakkari Belinda Bencic \| 6 3 \| 6 4 \| \| \| \| 3 \| \| Maria Sakkari / Stefanos Tsitsipas Belinda Bencic / Roger Federer \| 4 3.039 \| 2 4 \| 4 3.029 \| \| |                                                       |                                                                   |               |      |         |  |
| |                                                       |                                                                   | 1             | 2    | 3       |  |
| 1 | Hy Lạp · Thụy Sĩ                                      | Stefanos Tsitsipas Roger Federer                                  | 65 7          | 64 7 |         |  |
| 2 | Hy Lạp · Thụy Sĩ                                      | Maria Sakkari Belinda Bencic                                      | 6 3           | 6 4  |         |  |
| 3 | Hy Lạp · Thụy Sĩ                                      | Maria Sakkari / Stefanos Tsitsipas Belinda Bencic / Roger Federer | 4 3.039       | 2 4  | 4 3.029 |  |

## Chung kết

### Đức vs. Thụy Sĩ
| · Đức · 1 | Perth Arena, Perth 5 tháng 1 năm 2019, 16:00 Cứng (i) | Perth Arena, Perth 5 tháng 1 năm 2019, 16:00 Cứng (i)              | · Thụy Sĩ · 2 |       |         |  |
| \| \| \| \| 1 \| 2 \| 3 \| \| \| - \| \| ------------------------------------------------------------------ \| --- \| ----- \| ------- \| \| \| 1 \| \| Alexander Zverev Roger Federer \| 4 6 \| 2 6 \| \| \| \| 2 \| \| Angelique Kerber Belinda Bencic \| 6 4 \| 78 66 \| \| \| \| 3 \| \| Angelique Kerber / Alexander Zverev Belinda Bencic / Roger Federer \| 0 4 \| 4 1 \| 3.039 4 \| \| |                                                       |                                                                    |               |       |         |  |
| |                                                       |                                                                    | 1             | 2     | 3       |  |
| 1 | Đức · Thụy Sĩ                                         | Alexander Zverev Roger Federer                                     | 4 6           | 2 6   |         |  |
| 2 | Đức · Thụy Sĩ                                         | Angelique Kerber Belinda Bencic                                    | 6 4           | 78 66 |         |  |
| 3 | Đức · Thụy Sĩ                                         | Angelique Kerber / Alexander Zverev Belinda Bencic / Roger Federer | 0 4           | 4 1   | 3.039 4 |  |

| Vô địch Hopman Cup 2019 |
| ----------------------- |
| Thụy Sĩ Lần thứ Tư      |